# Odette Pol-Roger
Odette Pol-Roger, née Odette Wallace en février 1911 à Reims et morte le 24 décembre 2000 à Épernay, est une entrepreneuse et résistante française ainsi qu'une grande amie de Winston Churchill.

## Biographie
Odette Wallace nait à Reims, le 26 février 1911, elle est l'arrière-petite-fille du collectionneur, philanthrope, et membre du parlement britannique, Richard Wallace.
Son père, George Wallace est chef de corps du 9e régiment de dragons. Pendant la Première Guerre mondiale, il fut colonel dans l'armée française où il s'est particulièrement illustré. La mère d'Odette, Gabrielle Klein est femme au foyer. Fille ainée, Odette a deux sœurs cadettes.
En 1933, elle épouse Jacques Pol-Roger, petit-fils du créateur de la marque de champagne Pol Roger.
Elle décède le 24 décembre 2000 à Épernay à l'âge de 89 ans,,.

### Ambassadrice et résistante

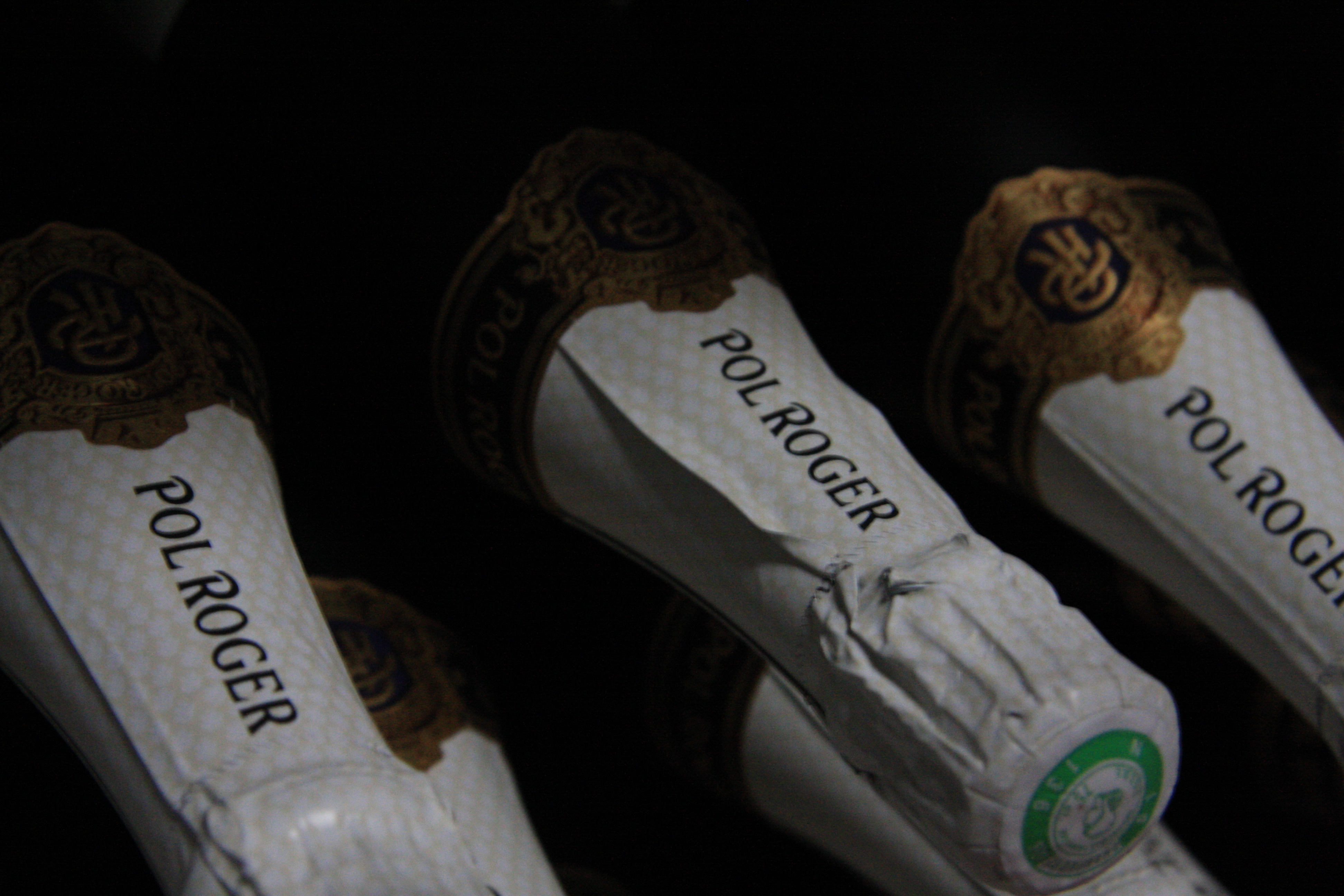
Bouteilles de champagne Pol Roger.

Parlant couramment anglais, Odette devient l'ambassadrice du champagne Pol Roger au Royaume-Uni,,.
Sous l’occupation, l'approvisionnement en bulles de la Wehrmacht est confiée à Otto Klaebish, auparavant négociant en vin en Rhénanie et déjà familier du monde du champagne. Odette, de son côté, sert parfois de courrier pour la résistance, parcourant à vélo près de 150 km entre Épernay et Paris.
Un jour, elle est arrêtée par la Gestapo, à cause d'un badge de la Royale Air Force porté sur sa robe. Elle est libérée après cinq heures d’interrogatoire,.
Après le décès de Jacques Pol-Roger en juin 1964, elle devient l'une des principales administratrices de l'établissement et continue à développer la marque,,.

### Amitié avec Churchill

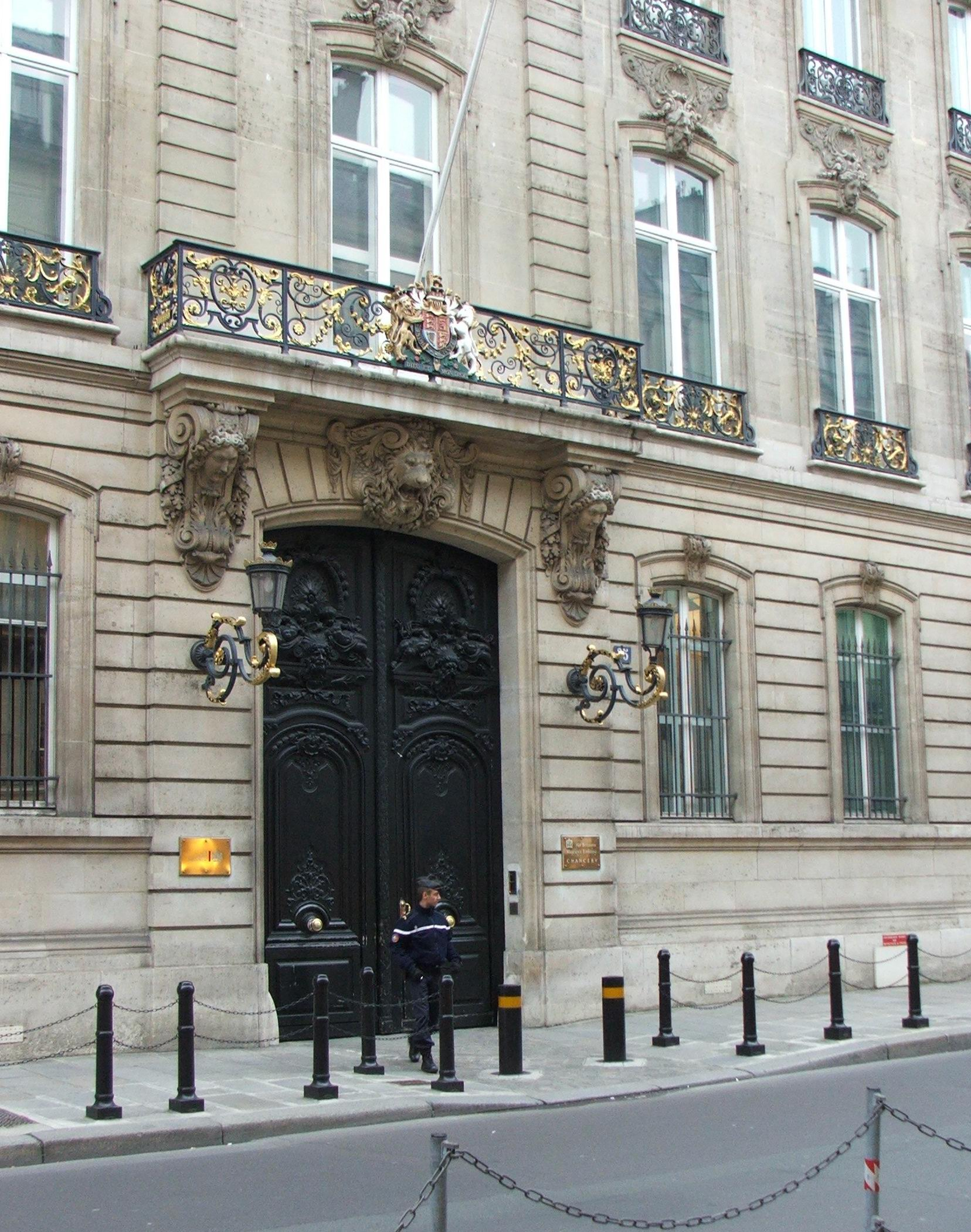
Ambassade du Royaume-Uni à Paris.

Odette Pol-Roger rencontre Winston Churchill, le 12 novembre 1944, à l'occasion d'un déjeuner avec Duff Cooper et son épouse Diana, à l'ambassade de Grande-Bretagne de Paris,,,. Elle lui est alors présentée comme l'arrière-petite-fille de Richard Wallace,,.

« Ma première rencontre avec Churchill s'est faite autour d'un millésime 1928. [...] Pour moi il était Dieu sur terre. [...] Il m'a tout de suite conquise par sa prévenance, sa courtoisie et ses belles manières. »

C'est ainsi que débute leur amitié,,,, Clementine Churchill, elle aussi, admire Odette,,. Odette est, par la suite, invitée à l'ambassade à chacune des visites du Premier ministre Britannique,,,. Tous les ans, à son anniversaire, elle lui envoie une caisse de millésime 1928,,. Churchill lui enverra quant à lui un exemplaire de ses mémoires dédicacées de la phrase: « Cuvée de Réserve mise en bouteille au Château de Chartwell ».
Lorsque Duff Cooper quitte ses fonctions, en décembre 1947, Odette et Churchill se croisent à nouveau,. Le photographe Cecil Beaton, présent à cet évènement, dira qu'elle est « l'une des plus belles femmes de sa génération »,,.
Elle assiste, en 1952, à une course à l’hippodrome de Brighton, ou Churchill nomme son cheval favori Pol Roger,,,. Cheval qui finira premier au Black Prince Stake, à Kempton Park, le 2 juin 1953, jour de la cérémonie de couronnement de la reine Élisabeth II. Churchill en informera Odette par télégramme.
Odette est invitée à ses funérailles à la cathédrale Saint-Paul de Londres, le 30 janvier 1965.
Elle est aussi présente lors de l’inauguration de la cuvée Sir Winston Churchill 1975, qui a lieu en 1984, au Palais de Blenheim,,.
Un article du quotidien britannique The Daily Telegraph, paru peu après son décès, mentionne qu'elle est « peut-être plus connue au Royaume-Unie pour son amitié avec Winston Churchill » (« perhaps most known in Britain for her friendship with Sir Winston Churchill »).
La même année, l'écrivaine américaine Susan Mary Alsop (en) décrit la relation entre Odette Pol-Roger et Churchill dans l'ouvrage, coécrit par Cynthia Parzych et John Turner, Pol-Roger et Cie Epernay, « Pour Churchill, Mme Pol-Roger symbolise la France, et il avait une vision romantique de la France. » (« For Churchill, Mme. Pol-Roger personified France, and he was a romantic about France. »).